# Krank (musikalbum)
Krank är ett musikalbum från 2005 producerat av Micke Herrström med text och musik av Pelle Ossler.

## Låtlista
1. Svartvattenfeber (4.08)
2. Hem till mor (3.19)
3. Ingen visa (3.49)
4. Funderingar i mörker (3.26)
5. Luften är fri (2.51)
6. Vägen är stängd (4.17)
7. Inte lik min fru (3.52)
8. Tamburinman (3.11)
9. Små ljus (3.33)
10. Unionens fall i D-moll (3.04)